# Паралово (община Новаци)
Вижте пояснителната страница за други значения на Паралово.
Паралово (на македонска литературна норма: Паралово) е село в община Новаци, в южната част на Северна Македония. Според преброяването от 2002 година селото има 5 жители македонци. Към 2007 година в Паралово живеят двама души.

## География
Селото е разположено в западните склонове на Селечката планина на 20 километра източно от град Битоля.

## История
Според проучванията на академик Йордан Иванов името на село Паралово идва от гръцките думи παρά, при и λόφος, хълм.
През 1607 година жителите на Паралово взимат едногодишен заем от вакъфа на Ахмед паша при месджида на шейх Хъзр Бали в Битоля в размер на 4000 акчета при лихва от 15% процента. Гаранти за парите са всички селяни, един за друг. В документа са посочени поименно Стоян Стале, Мите Пейо, Гьон Нове, Митан Петко и Йовче Райко. Същата сума селото дължи и в 1609 година.
Според статистиката на Васил Кънчов („Македония. Етнография и статистика“) към 1900 година в Паралоо живеят 195 българи-християни.
На Етнографската карта на Битолския вилает на Картографския институт в София от 1901 година Папапово е чисто българско село в Битолската каза на Битолския санджак с 20 къщи.
В началото на XX век цялото село е под върховенството на Българската екзархия. По данни на секретаря на екзархията Димитър Мишев („La Macédoine et sa Population Chrétienne“) в 1905 година в Паралово има 172 българи екзархисти.
Край село Паралово през 1906 година в сражение с турците загива Георги Сугарев – войвода на ВМОРО, който е погребан под Параловския манастир „Свети Георги“.
Според преброяването от 2002 година селото има 58 жители.
| Националност     | Всичко |
| северномакедонци | 58     |
| албанци          | 0      |
| турци            | 0      |
| роми             | 0      |
| власи            | 0      |
| сърби            | 0      |
| бошняци          | 0      |
| други            | 0      |

## Личности
Починали в Паралово
- Атанас Ангелов Колев, български военен деец, подпоручик, загинал през Първата световна война[8]
- Васил Георгиев Богдев, български военен деец, подпоручик, загинал през Първата световна война[9]
- Вълко Шишманов (1875 – 1916), български революционер
- Георги Сугарев (1876 – 1906), български революционер
- Димитър Димитров, български военен деец, подпоручик, загинал през Първата световна война[10]
- Димитър Динов Величков, български военен деец, подпоручик, загинал през Първата световна война[11]
- Панайотис Фьотакис (? – 1907), гръцки революционер
- Христо Несторов, български военен деец, подпоручик, загинал през Първата световна война[12]